# 1936 في فلسطين الانتدابية
أحداث عام 1936 في الانتداب البريطاني على فلسطين.

## أصحاب المناصب
- المفوض السامي - السير آرثر جرينفيل واشوب
- أمير شرق الأردن - عبد الله بن الحسين
- رئيس وزراء شرق الأردن - إبراهيم هاشم

## الأحداث

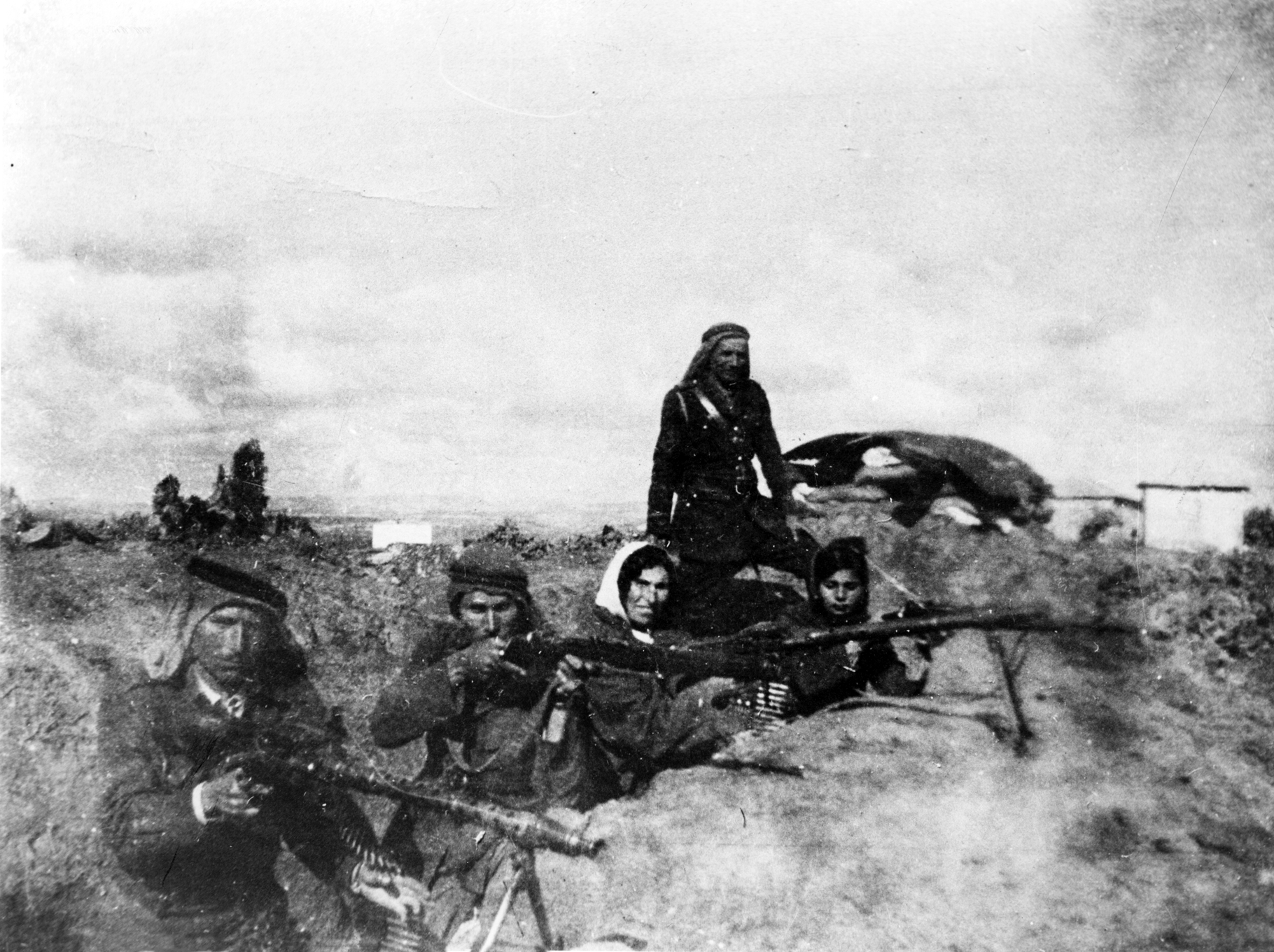
الثورة العربية في فلسطين : صورة للمقاتلين الفلسطينيين، ق. 1936

- 19 أبريل – مقتل عشرين يهوديًا في أعمال شغب أعقبت جنازة يهوديين قتلا في 15 أبريل في يافا.[1]
- 19 أبريل – الدعوة إلى إضراب عام في نابلس يمثل بداية الثورة العربية في فلسطين 1936-1939 ضد الحكم الاستعماري البريطاني والهجرة اليهودية الجماعية.[2]
- 23 نيسان / أبريل – مع بدء الثورة العربية، قامت السلطات البريطانية بإخلاء الجالية اليهودية في الخليل كإجراء احترازي لتأمين سلامة أعضائها، ومنه إنهاء الوجود اليهودي في الخليل.
- 25 نيسان/ أبريل – تشكلت اللجنة العربية العليا، بمبادرة من مفتي القدس الحاج أمين الحسيني، لمعارضة الحكم البريطاني والمطالبات اليهودية في فلسطين.
- 10 كانون الأول – تأسيس موشاف تل أمل وهو أول مستوطنة لسور والبرج.

### تواريخ غير معروفة
- تأسيس موشاف كفر حطيم
- تأسيس موشاف ريشبون

## المواليد البارزة
- 1 كانون الثاني (يناير) – عوفيرا نافون، أخصائية نفسية إسرائيلية وزوجة الرئيس إسحاق نافون (توفي عام 1993)
- 8 آذار – رام أورن، كاتب إسرائيلي
- 19 آذار/ مارس – يوري أفيرام، أستاذ إسرائيلي في الخدمة الاجتماعية
- 23 آذار/ مارس – إسرائيل إليراز، شاعر إسرائيلي (توفي عام 2016)
- 9 نيسان/ أبريل – غسان كنفاني كاتب وكاتب مسرحي عربي فلسطيني وعضو قيادي في الجبهة الشعبية لتحرير فلسطين (توفي عام 1972).
- 17 نيسان/ أبريل – دانيال فريدمان، أستاذ القانون والسياسي الإسرائيلي.
- 18 نيسان/ أبريل – موشيه ليفي، جنرال إسرائيلي، رئيس الأركان العامة الثاني عشر للجيش الإسرائيلي (توفي عام 2008)
- 15 مايو – روث الموج، الروائية الإسرائيلية
- 31 مايو – زيفولون هامر، سياسي إسرائيلي ووزير ونائب رئيس الوزراء (توفي عام 1998)
- 14 حزيران/ يونيو – سياسي إسرائيلي ابراهام شوحط
- 20 حزيران/ يونيو – أميرام بركائي، عالم كيمياء حيوية إسرائيلي (توفي عام 2014)
- 19 يوليو – ناحوم ستلماش، لاعب كرة قدم ومدير إسرائيلي (توفي عام 1999)
- 19 يوليو – ران رونين-بيكر، جنرال في سلاح الجو الإسرائيلي (توفي عام 2016)
- 31 يوليو/ تموز – عوزي يايري، ضابط القوات الخاصة الإسرائيلية، قائد وحدة الكوماندوز سايريت ماتكال (توفي عام 1975)
- 22 أغسطس – نحاما هندلش، مغنية وممثلة وعازفة غيتار وفنانة إسرائيلية (توفي عام 1998)
- 4 أيلول/ سبتمبر – جوديا بيرل، عالمة كمبيوتر وفيلسوفة إسرائيلية أمريكية
- 11 أيلول – موشيه غيرشوني رسام ونحات إسرائيلي (توفي عام 2017)
- 7 أكتوبر – موشيه أبيلس، عالم الأعصاب الإسرائيلي
- 16 تشرين الأول (أكتوبر) – ديفيد جلاس، موظف حكومي وسياسي إسرائيلي (توفي عام 2014).
- 28 تشرين الأول (أكتوبر)- جورام ليندنشتراوس، عالم رياضيات إسرائيلي (توفي عام 2012)
- 5 تشرين الثاني (نوفمبر) – عاموس يودان، رجل الأعمال الإسرائيلي
- 17 تشرين الثاني (نوفمبر) – داليا رافيكوفيتش، شاعر إسرائيلي (توفي عام 2005)
- 27 تشرين الثاني (نوفمبر) – إسحاق يتسحاكي، سياسي ومربي إسرائيلي (توفي عام 1994)
- 27 تشرين الثاني (نوفمبر) – شلومو أرونسون، مهندس المناظر الطبيعية الإسرائيلي (توفي عام 2018)
- 27 تشرين – زيد الرفاعي رئيس وزراء أردني سابق
- 3 كانون الأول – آدم زرتال، عالم آثار إسرائيلي (توفي عام 2015)
- 19 ديسمبر – أبراهام جبرائيل يشوع ، روائي وكاتب مقالات وكاتب مسرحي إسرائيلي (توفي عام 2022 )
- 25 كانون الأول – سياسي إسرائيلي ماشا لوبليسكي
- التاريخ الكامل غير معروف
  - يورام دينشتاين، باحث قانوني إسرائيلي وأستاذ قانون ودبلوماسي
  - دوف تماري، جنرال إسرائيلي

## الوفيات
- 23 سبتمبر- تُوفي مئير ديزنغوف (مواليد 1861)، سياسي صهيوني ولد في روسيا (بيسارابيا) وأول عمدة لتل أبيب.